# Boulogne-sur-Mer
 For alternative betydninger, se Boulogne-sur-Mer (flertydig). (Se også artikler, som begynder med Boulogne-sur-Mer)
Boulogne-sur-Mer (Bonen på flamsk) er en by og kommune i det nordlige Frankrig ved Den engelske kanal. Det er sous-préfecture (administrationscenter) i departementet Pas-de-Calais i regionen Hauts-de-France, og har ca. 45.000 indbyggere. Storbyområdet havde efter en folketælling i 1999 135.116 indbyggere.
Boulogne var Frankrigs vigtigste kanalhavn og tungt befæstet, da kong Henrik 8. af England besluttede at erobre den. 11. juli 1544 tog han af sted, med skib fra Westminster til udløbet af Themsen, og derfra red han til Dover og ankom Calais om natten 24.juli. Han tog kommandoen i egen person. 25. juli påbegyndte han belejringen af Boulogne. Byen overgav sig først 18. september. Henrik besluttede, at Boulogne skulle indgå i det britiske rige, og iværksatte et omfattende befæstningsprojekt, der nærmest drev England til randen af konkurs. Samtidens englændere anså det imidlertid som en fornuftig investering. For dem var erobringen af Boulogne en velfortjent ydmygelse af Frankrig, der året efter blev yderligere forstærket, da franskmændene satte et hævn-angreb ind mod Isle of Wight. Frans 1. af Frankrig styrede angrebet fra Le Havre, mens Henrik organiserede det engelske forsvar fra Portsmouth. Det engelske skib Mary Rose gik rigtignok tabt i Solentsundet, men franskmændene blev slået tilbage med store tab.